# Olympische Sommerspiele 1924/Schießen
Bei den VIII. Olympischen Spielen 1924 in Paris fanden zehn Wettbewerbe im Sportschießen statt. Es gab vier Austragungsorte: das Camp de Châlon in Mourmelon-le-Grand (bei Châlons-en-Champagne), das Tontaubenschießgelände in Issy-les-Moulineaux, das Stade Olympique in Reims und der Schießstand in Versailles. Auf dem Programm standen elf Disziplinen weniger als vier Jahre zuvor.

## Bilanz

### Medaillenspiegel
| Platz | Land               | Gold | Silber | Bronze | Gesamt |
| ----- | ------------------ | ---- | ------ | ------ | ------ |
| 1     | Vereinigte Staaten | 5    | 2      | 2      | 9      |
| 2     | Norwegen           | 2    | 1      | 1      | 4      |
| 3     | Großbritannien     | 1    | 2      | –      | 3      |
| 4     | Frankreich         | 1    | 1      | –      | 2      |
| 5     | Ungarn             | 1    | –      | –      | 1      |
| 6     | Schweden           | –    | 2      | 2      | 4      |
| 7     | Finnland           | –    | 1      | 2      | 3      |
| 8     | Kanada             | –    | 1      | –      | 1      |
| 9     | Dänemark           | –    | –      | 1      | 1      |
| 9     | Haiti              | –    | –      | 1      | 1      |
| 9     | Schweiz            | –    | –      | 1      | 1      |

### Medaillengewinner
| Konkurrenz                                     | Gold                                                                                    | Silber                                                                                    | Bronze                                                                                     |
| ---------------------------------------------- | --------------------------------------------------------------------------------------- | ----------------------------------------------------------------------------------------- | ------------------------------------------------------------------------------------------ |
| Freies Gewehr 600 m                            | Morris Fisher                                                                           | Carl Osburn                                                                               | Niels Larsen                                                                               |
| Freies Gewehr Mannschaft                       | Raymond Coulter, Joseph Crockett, Morris Fisher, Sidney Hinds, Walter Stokes            | Paul Colas, Albert Courquin, Pierre Hardy, Georges Roes, Émile Rumeau                     | Ludovic Augustin, Destin Destine, Eloi Metullus, Astrel Rolland, Ludovic Valborge          |
| Kleinkaliber liegend 50 m                      | Pierre Coquelin de Lisle                                                                | Marcus Dinwiddie                                                                          | Josias Hartmann                                                                            |
| Schnellfeuerpistole 25 m                       | Henry Bailey                                                                            | Vilhelm Carlberg                                                                          | Lennart Hannelius                                                                          |
| Laufender Hirsch Einzelschuss 100 m            | John Boles                                                                              | Cyril Mackworth-Praed                                                                     | Otto Olsen                                                                                 |
| Laufender Hirsch Einzelschuss Mannschaft 100 m | Einar Liberg, Ole Lilloe-Olsen, Harald Natvig, Otto Olsen                               | Otto Hultberg, Mauritz Johansson, Fredric Landelius, Alfred Swahn                         | John Boles, Raymond Coulter, Dennis Fenton, Walter Stokes                                  |
| Laufender Hirsch Doppelschuss 100 m            | Ole Lilloe-Olsen                                                                        | Cyril Mackworth-Praed                                                                     | Alfred Swahn                                                                               |
| Laufender Hirsch Doppelschuss Mannschaft 100 m | Cyril Mackworth-Praed, Philip Neame, Herbert Perry, Allen Whitty                        | Einar Liberg, Ole Lilloe-Olsen, Harald Natvig, Otto Olsen                                 | Axel Ekblom, Mauritz Johansson, Fredric Landelius, Alfred Swahn                            |
| Tontaubenschießen                              | Gyula Halasy                                                                            | Konrad Huber                                                                              | Frank Hughes                                                                               |
| Tontaubenschießen Mannschaft                   | Fred Etchen, Frank Hughes, John Noel, Clarence Platt, Samuel Sharman, William Silkworth | William Barnes, George Beattie, John Black, James Montgomery, Samuel Newton, Samuel Vance | Werner Ekman, Konrad Huber, Robert Huber, Georg Nordblad, Robert Tikkanen, Magnus Wegelius |

## Ergebnisse

### Freies Gewehr 600 m
| Platz | Land | Sportler         | Punkte  |
| ----- | ---- | ---------------- | ------- |
| 1     | USA  | Morris Fisher    | 95 (OR) |
| 2     | USA  | Carl Osburn      | 95 (OR) |
| 3     | DEN  | Niels Larsen     | 93      |
| 4     | USA  | Walter Stokes    | 92      |
| 5     | HAI  | Ludovic Augustin | 91      |
| 6     | FRA  | Albert Courquin  | 90      |
| 6     | HAI  | Ludovic Valborge | 90      |
| 8     | SWE  | Hugo Johansson   | 88      |
|       |      |                  |         |
| 24    | SUI  | Conrad Stucheli  | 82      |
| 31    | SUI  | Jacob Reich      | 81      |
| 35    | SUI  | Arnold Rösli     | 79      |
| 51    | SUI  | Albert Tröndle   | 73      |

Datum: 27. Juni 1924 

Ort: Camp de Châlons, Mourmelon-le-Grand 

73 Teilnehmer aus 19 Ländern
Um die Plätze 1 und 2 fand ein Stechen statt.

### Freies Gewehr Mannschaft
| Platz | Land | Sportler                                                                         | Punkte |
| ----- | ---- | -------------------------------------------------------------------------------- | ------ |
| 1     | USA  | Raymond Coulter Joseph Crockett Morris Fisher Sidney Hinds Walter Stokes         | 676    |
| 2     | FRA  | Paul Colas Albert Courquin Pierre Hardy Georges Roes Émile Rumeau                | 646    |
| 3     | HAI  | Ludovic Augustin Destin Destine Eloi Metullus Astrel Rolland Ludovic Valborge    | 646    |
| 4     | SUI  | Jakob Reich Arnold Rösli Willy Schnyder Conrad Stucheli Albert Tröndle           | 635    |
| 5     | FIN  | Heikki Huttunen Voitto Kolho Veli Nieminen Jean Theslöf Antti Valkama            | 628    |
| 6     | DEN  | Niels Larsen Lars Jørgen Madsen Anders Nielsen Peter Petersen Erik Sætter-Lassen | 626    |
| 7     | SWE  | Gustaf Andersson Olle Ericsson Mauritz Eriksson Hugo Johansson Ivar Wester       | 623    |
| 8     | NOR  | Halvard Angaard Olaf Johannessen Ludvig Larsen Otto Olsen Willy Røgeberg         | 594    |

Datum: 26. bis 27. Juni 1924 

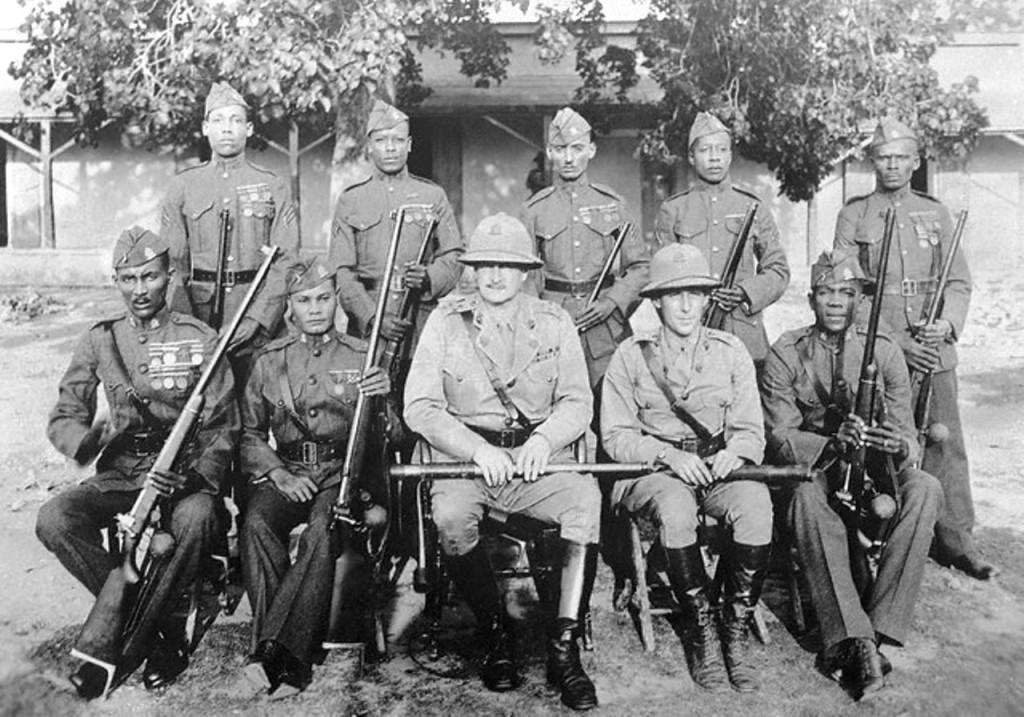
Das haitianische Gewehrteam

Ort: Camp de Châlons, Mourmelon-le-Grand 

88 Teilnehmer aus 18 Ländern

### Kleinkaliber liegend 50 m
| Platz | Land | Sportler                 | Punkte |
| ----- | ---- | ------------------------ | ------ |
| 1     | FRA  | Pierre Coquelin de Lisle | 398    |
| 2     | USA  | Marcus Dinwiddie         | 396    |
| 3     | SUI  | Josias Hartmann          | 394    |
| 4     | DEN  | Anders Nielsen           | 393    |
| 4     | DEN  | Erik Sætter-Lassen       | 393    |
| 4     | FIN  | Jean Theslöf             | 393    |
| 7     | SWE  | Viktor Knutsson          | 392    |
| 7     | SUI  | Jakob Reich              | 392    |
|       |      |                          |        |
| 10    | SUI  | Walter Lienhard          | 390    |
| 41    | SUI  | Willy Schnyder           | 376    |

Datum: 23. Juni 1924 

Ort: Stade Olympique, Reims 

66 Teilnehmer aus 19 Ländern

### Schnellfeuerpistole 25 m
| Platz | Land | Sportler              | Punkte |
| ----- | ---- | --------------------- | ------ |
| 1     | USA  | Henry Bailey          | 54     |
| 2     | SWE  | Vilhelm Carlberg      | 54     |
| 3     | FIN  | Lennart Hannelius     | 42     |
| 4     | ARG  | Lorenzo Amaya         | 36     |
| 5     | ARG  | Matías Osinalde       | 30     |
| 6     | FRA  | Arnaud de Castelbajac | 24     |
| 7     | FIN  | Unio Sarlin           | 24     |
| 8     | NOR  | Einar Liberg          | 24     |

Datum: 28. Juni 1924 

Ort: Stand de tir, Versailles 

55 Teilnehmer aus 17 Ländern
Um die Plätze 1 und 2 fand ein Stechen statt.

### Laufender Hirsch Einzelschuss 100 m
| Platz | Land | Sportler              | Punkte |
| ----- | ---- | --------------------- | ------ |
| 1     | USA  | John Boles            | 40     |
| 2     | GBR  | Cyril Mackworth-Praed | 39     |
| 3     | NOR  | Otto Olsen            | 39     |
| 4     | SWE  | Otto Hultberg         | 39     |
| 5     | FIN  | Martti Liuttula       | 37     |
| 6     | SWE  | Alfred Swahn          | 37     |
| 7     | SWE  | Mauritz Johansson     | 36     |
| 7     | NOR  | Einar Liberg          | 36     |
| 7     | NOR  | Harald Natvig         | 36     |

Datum: 30. Juni 1924 

Ort: Stand de tir, Versailles 

32 Teilnehmer aus 8 Ländern
Um die Plätze 2 und 3 fand ein Stechen statt.

### Laufender Hirsch Einzelschuss Mannschaft 100 m
| Platz | Land | Sportler                                                            | Punkte |
| ----- | ---- | ------------------------------------------------------------------- | ------ |
| 1     | NOR  | Einar Liberg Ole Lilloe-Olsen Harald Natvig Otto Olsen              | 160    |
| 2     | SWE  | Otto Hultberg Mauritz Johansson Fredric Landelius Alfred Swahn      | 154    |
| 3     | USA  | John Boles Raymond Coulter Dennis Fenton Walter Stokes              | 148    |
| 4     | GBR  | John Faunthorpe Cyril Mackworth-Praed John O’Leary Alexander Rogers | 136    |
| 5     | FIN  | Jalo Autonen Martti Liuttula Robert Tikkanen Magnus Wegelius        | 130    |
| 6     | HUN  | Gusztáv Szomjas László Szomjas Elemér Takács Rezső Velez            | 97     |
| 7     | TCH  | Miloslav Hlaváč                                                     | 33     |

Datum: 2. Juli 1924 

Ort: Stand de tir, Versailles 

25 Teilnehmer aus 7 Ländern

### Laufender Hirsch Doppelschuss 100 m
| Platz | Land | Sportler              | Punkte |
| ----- | ---- | --------------------- | ------ |
| 1     | NOR  | Ole Lilloe-Olsen      | 76     |
| 2     | GBR  | Cyril Mackworth-Praed | 72     |
| 3     | SWE  | Alfred Swahn          | 72     |
| 4     | SWE  | Fredric Landelius     | 70     |
| 5     | NOR  | Einar Liberg          | 70     |
| 6     | FIN  | Robert Tikkanen       | 69     |
| 7     | USA  | John Boles            | 64     |
| 7     | FIN  | Magnus Wegelius       | 64     |

Datum: 1. Juli 1924 

Ort: Stand de tir, Versailles 

31 Teilnehmer aus 8 Ländern
Um die Plätze 2 und 3 fand ein Stechen statt.

### Laufender Hirsch Doppelschuss Mannschaft 100 m
| Platz | Land | Sportler                                                      | Punkte |
| ----- | ---- | ------------------------------------------------------------- | ------ |
| 1     | GBR  | Cyril Mackworth-Praed Philip Neame Herbert Perry Allen Whitty | 263    |
| 2     | NOR  | Einar Liberg Ole Lilloe-Olsen Harald Natvig Otto Olsen        | 262    |
| 3     | SWE  | Axel Ekblom Mauritz Johansson Fredric Landelius Alfred Swahn  | 250    |
| 4     | FIN  | Jalo Autonen Martti Liuttula Robert Tikkanen Magnus Wegelius  | 239    |
| 5     | USA  | John Boles Raymond Coulter Dennis Fenton Walter Stokes        | 233    |
| 6     | TCH  | Miloslav Hlaváč Josef Hosa Rudolf Jelen Josef Sucharda        | 204    |
| 7     | HUN  | Elemér Takács                                                 | 27     |

Datum: 3. Juli 1924 

Ort: Stand de tir, Versailles 

25 Teilnehmer aus 7 Ländern

### Tontaubenschießen
| Platz | Land | Sportler           | Punkte |
| ----- | ---- | ------------------ | ------ |
| 1     | HUN  | Gyula Halasy       | 98     |
| 2     | FIN  | Konrad Huber       | 98     |
| 3     | USA  | Frank Hughes       | 97     |
| 4     | CAN  | James Montgomery   | 97     |
| 5     | BEL  | Louis D’Heur       | 96     |
| 6     | CAN  | George Beattie     | 96     |
| 6     | USA  | Samuel Sharman     | 96     |
| 6     | CAN  | Samuel Vance       | 96     |
| 9     | AUT  | Heinrich Bartosch  | 95     |
|       |      |                    |        |
| 14    | AUT  | Hans Schödl        | 93     |
| 24    | AUT  | Erich Zoigner      | 89     |
| 29    | AUT  | August Baumgartner | 88     |

Datum: 8. bis 9. Juli 1924 

Ort: Issy-les-Moulineaux 

44 Teilnehmer aus 14 Ländern

### Tontaubenschießen Mannschaft
| Platz | Land | Sportler                                                                                       | Punkte |
| ----- | ---- | ---------------------------------------------------------------------------------------------- | ------ |
| 1     | USA  | Fred Etchen Frank Hughes John Noel Clarence Platt Samuel Sharman William Silkworth             | 363    |
| 2     | CAN  | William Barnes George Beattie John Black James Montgomery Samuel Newton Samuel Vance           | 360    |
| 3     | FIN  | Werner Ekman Konrad Huber Robert Huber Georg Nordblad Robert Tikkanen Magnus Wegelius          | 360    |
| 4     | BEL  | Albert Bosquet Louis D’Heur Émile Dupont Jacques Mouton Henri Quersin Louis Van Tilt           | 354    |
| 5     | SWE  | Axel Ekblom Magnus Hallman Fredric Landelius Erik Lundqvist Karl Richter Alfred Swahn          | 354    |
| 6     | AUT  | August Baumgartner Heinrich Bartosch Friedrich Dietz Franz Hollitzer Hans Schödl Erich Zoigner | 347    |
| 7     | NOR  | Eivind Holmsen Ole Lilloe-Olsen Harald Natvig Martin Stenersen Oluf Wesmann-Kjær               | 336    |
| 8     | GBR  | William Grosvenor Enoch Jenkins Hans Larsen Cyril Mackworth-Praed George Neal John O’Leary     | 328    |

Datum: 6. bis 7. Juli 1924 

Ort: Issy-les-Moulineaux 

69 Teilnehmer aus 12 Ländern
Pro Team waren sechs Schützen erlaubt. Für die Gesamtwertung zählten die zusammengezählten Ergebnisse der vier besten Schützen.